# 袁鹤侪
袁鹤侪（1879年—1958年），名琴舫，字其铭，男，直隶（今河北）雄县人，中国中医学家，曾任中华医学会常务理事。